# Claude Dubaële
Claude Dubaële (* 19. Januar 1940 in Lens) ist ein ehemaliger französischer Fußballspieler und -trainer.

## Spielerkarriere
Claude Dubaële kam schon als Jugendlicher zum seinerzeitigen europäischen Spitzenverein Stade Reims. Erstmals setzte dessen Trainer Albert Batteux den 17-Jährigen im Oktober 1957 in einem Spiel der ersten Division ein, und das beim Auswärtsspiel gegen den Racing Club aus Dubaëles Geburtsstadt. 1958 wurde er mit der französischen A-Jugend-Auswahl Dritter der Junioren-Europameisterschaft. Dennoch spielte er bis einschließlich der Saison 1961/62 meist in Reims’ Amateurelf, aber wann immer Batteux ihn für die erste Mannschaft benötigte, zeigte er auch dort seine Qualitäten als offensiver, torgefährlicher Außenläufer oder Halbstürmer. 1959/60 beispielsweise erzielte er bei drei Einsätzen eine ebenso große Zahl von Toren – allesamt in den beiden Begegnungen gegen Racing Strasbourg. So wurde er als Ergänzungsspieler 1958, 1960 und 1962 dreimal französischer Meister.
Erst in der Saison 1962/63, die Stade Reims mit der Vizemeisterschaft abschloss, hatte er sich endgültig bei den Rémois durchgesetzt und wurde an der Seite von acht französischen – Torhüter Colonna, die Defensivkräfte Wendling, Rodzik, Siatka, Kaelbel und die Angreifer Kopa, Vincent, Sauvage – sowie einem marokkanischen Internationalen (Akesbi) zum Stammspieler der Ligamannschaft. In 28 Punktspielen erzielte Claude Dubaële 13 Tore, was ihn nach Akesbi zum zweitbesten Torjäger der Rémois machte. Auch im Europapokal der Landesmeister traf der Halbstürmer beim 5:0-Sieg über Austria Wien ins gegnerische Netz, fehlte aber im anschließenden Viertelfinale gegen Feyenoord Rotterdam.
Im Sommer 1963 löste Camille Cottin Batteux als Trainer ab, und zunächst entwickelte sich Dubaëles Laufbahn weiterhin positiv: in Casablanca gewann er nach Stades Endspielsieg über den AC Mailand die Coupe Mohamed V; auch in den beiden ersten Spielen der Division 1 stand er in der Startelf. Danach berücksichtigte Cottin ihn aber nicht mehr und der Verein verkaufte ihn Ende des Jahres an den Ligakonkurrenten Stade Rennes UC; so blieb ihm zumindest Reims’ überraschender Abstieg am Saisonende erspart.
In der Bretagne fand Dubaële schnell Bindung zu seinen neuen Mitspielern, gewann 1964/65 den französischen Pokal und brachte es in der D1-Torjägerliste mit 12 Treffern auf einen 14. Rang. In der Liga konnte Rennes 1965 und 1966 zwar auf vorderen Plätzen abschließen (Vierter bzw. Sechster), scheiterte aber im Europapokal der Pokalsieger frühzeitig an Dukla Prag; Claude Dubaële wechselt daraufhin zum SCO Angers. Auch dort ließ sich seine erste Saison gut an – die Mannschaft wurde 1966/67 Tabellendritter und der Stürmer stand mit 15 Treffern sogar unter den besten zehn Torjägern. Es folgte allerdings ein jäher sportlicher Absturz, und Angers musste die Saison 1968/69 in der zweiten Division bestreiten. Nach dem sofortigen Wiederaufstieg spielte Dubaëles Elf im oberen Tabellendrittel mit.
1970 verpflichtete ihn mit dem OSC Lille ein Zweitliga-Klub aus seiner nordfranzösischen Heimat, mit dem er 1971 in die Division 1 auf-, 1972 aber prompt wieder abstieg. Ob Claude Dubaële dann gleich oder erst ein Jahr später zum Zweitdivisionär US Le Mans wechselte, lässt sich nicht feststellen. Als Le Mans 1974 die Saison als Absteiger in die dritte Klasse abschloss, beendete er seine Spielerkarriere. Außer für die U-19- hat Dubaële auch für die französischen U-23-, Studenten-, Militär- und Amateur-Nationalmannschaften gespielt, aber nie für die A-Elf.

### Vereinsstationen
- 1957–Ende 1963: Stade de Reims
- Anfang 1964–1966: Stade Rennais Université Club
- 1966–1970: Angers Sporting Club de l'Ouest
- 1970–1972 oder 1973: Lille Olympique Sporting Club
- 1972 oder 1973–1974: Union Sportive du Mans

## Trainerlaufbahn
Gleich nach Beendigung seiner Verpflichtung in Le Mans kehrte er nach Rennes zurück und leitete zunächst das Nachwuchs- und Ausbildungszentrum (centre de formation) von Stade UC. 1976 wurde er zum Cheftrainer der Ligaelf berufen, die allerdings am Ende der Saison in die zweite Division abstieg; das Klubpräsidium schenkte Dubaële dennoch weiterhin das Vertrauen. Als der Verein sich jedoch Anfang 1978 einem Liquidationsverfahren unterziehen musste, konnte er auch den Trainer nicht weiterbeschäftigen.
Claude Dubaële fand 1979 eine neue Anstellung beim traditionsreichen, aber zu dieser Zeit nur in der fünfthöchsten Liga antretenden AS Red Star, wo der inzwischen 39-Jährige auch noch einmal die Fußballschuhe anzog und in der Funktion eines Spielertrainers mit seinem Team den sofortigen Aufstieg schaffte. Als eine weitere Trainerstation ist noch Dubaëles Engagement bei AS Montferrand belegt. Was danach aus ihm geworden ist, lässt sich derzeit nicht feststellen.

### Vereinsstationen
- 1974–1976: Stade Rennais UC (Jugend)
- 1976–1978: Stade Rennais UC
- 1979/80: Association Sportive Red Star Audonien
- ?-?: Association Sportive Montferrandaise

## Palmarès als Spieler
- Französischer Meister: 1958, 1960 und 1962
- Französischer Pokalsieger: 1964/65
- 254 Einsätze und 88 Treffer in der Division 1, davon 45/19 für Reims, 87/32 für Rennes, 99/33 für Angers, 23/4 für Lille[10]
- 5 Einsätze und 3 Treffer in den Europapokalwettbewerben, davon 3/3 für Reims, 2/0 für Rennes[11]
- Teilnahme an den Olympischen Spielen 1960